# Oooh! 家〜!
『Oooh! 家〜!』（ウー!いえ〜!）は、HOME MADE 家族の1枚目のミニ・アルバム。

## 収録曲
1. Oooh! 家〜!
  - 後にROCK THE WORLDにExtended Ver.が収録される。
2. LET IT BE 〜あるがままに〜
3. メリーゴーランド
  - 後に〜Heartful Best Songs〜 “Thank You!!”に収録される。
4. LIVE ON DIRECT pt.1
  - 続編としてON THE RUNにpt.2、ROCK THE WORLDにpt.3が収録される。
5. 口約束から始まる物語 〜151125〜